# Dury Mill British Cemetery
Dury Mill British Cemetery is een Britse militaire begraafplaats met gesneuvelden uit de Eerste Wereldoorlog en gelegen in het Franse dorp Dury (Pas-de-Calais). De begraafplaats ligt in het veld op ruim een kilometer ten zuidwesten van het dorpscentrum (Église Saint-Martin) en is vanaf de Rue du Calvaire via een landweg van 800 m te bereiken. Ze werd ontworpen door Edwin Lutyens en heeft een min of meer rechthoekige plattegrond dat omgeven wordt door een bakstenen muur. Het Cross of Sacrifice staat tegen de westelijke muur.
Er liggen 335 doden begraven waaronder 12 niet geïdentificeerde. Onder de geïdentificeerde zijn er 314 Canadezen en 9 Britten. De begraafplaats wordt onderhouden door de Commonwealth War Graves Commission.
Langs de weg van Marquion naar Vis-en-Artois staat in de nabijheid van deze begraafplaats een gedenkteken (Dury Canadian Battlefield Memorial) voor de slachtoffers van deze veldslag.

## Geschiedenis
In augustus 1918 lag Dury achter de Duitse verdedigingslinie die bekend stond als de Drocourt-Queant-linie. Op 2 september werd deze linie verbroken door het Canadian Corps en het XVII Corps waarbij het dorp en de heuvel net ten zuiden ervan (Mont Dury of Dury Ridge) werden veroverd. De molen (Moulin Damiens) langs de weg van Dury naar Villers-les-Cagnicourt werd daarbij volledig verwoest. De begraafplaats werd op 5 september 1918 door Canadese eenheden opgericht en zestien dagen later gesloten.

### Onderscheiden militairen
- Archibald Cockburn Bain en Matthew Maurice Wallace, beide luitenant bij de Canadian Infantry werden onderscheiden met het Military Cross (MC).
- Angus Roderick McNeil en Frank Shrubshall, beide sergeant bij de Canadian Infantry werden onderscheiden met de Distinguished Conduct Medal (DCM).
- luitenant Joseph Paget Bailey, sergeant D.O. Borland, korporaal J.L. Mowat en de soldaten J. Garrow, W. Drynan, S. Hale, Richard Henry Higginson, J.A. Robertson en J.S. Shaw werden onderscheiden met de Military Medal (MM). Laatstgenoemde ontving deze onderscheiding tweemaal (MM and Bar). Zij waren allemaal leden van de Canadian Infantry.